# Milwaukee Bucks 2021-2022
Questa voce raccoglie le informazioni riguardanti i Milwaukee Bucks nella stagione NBA 2021-2022.

## Stagione
Quella del 2021-2022 è stata la 54ª stagione della franchigia, la 54ª nella NBA, la 54ª a Milwaukee, così come la 4ª al Fiserv Forum. I Bucks sono entrati nella stagione come campioni in carica dopo aver vinto le finali NBA del 2021 contro i Phoenix Suns nella stagione precedente in sei partite, essendo la prima squadra dai Cleveland Cavaliers 2015-16 a tornare dopo essere stati in svantaggio per 2-0.
Il 20 agosto 2021, l'NBA ha annunciato che la stagione regolare del campionato sarebbe iniziata il 19 ottobre 2021 e sarebbe tornata al normale programma di 82 partite per la prima volta dalla stagione 2018-19. I Bucks hanno battuto i Chicago Bulls al primo turno in cinque partite, ma hanno perso contro l'eventuale campione della Conference Boston Celtics in sette partite nelle semifinali della Conference, nel loro terzo incontro di playoff in cinque stagioni.

## Draft
| Giro | Scelta | Giocatore   | Ruolo | Nazionalità | Università/Squadra |
| ---- | ------ | ----------- | ----- | ----------- | ------------------ |
| 2    | 31     | Isaiah Todd | AG    | Stati Uniti | G League Ignite    |

I Bucks avevano una scelta del secondo round che entrava nel draft.

## Roster
| \| Pos. \| Num. \| Naz. \| Nome \| Altezza \| Peso \| Data nascita \| Provenienza \| \| ---- \| ---- \| ---- \| --------------------------- \| ------- \| ------ \| ------------ \| -------------------- \| \| G \| 7 \| \| Allen, Grayson \| 193 cm \| 90 kg \| 08-10-1995 \| Duke \| \| AG \| 34 \| \| Antetokounmpo, Giannīs (C) \| 211 cm \| 110 kg \| 06-12-1994 \| Grecia \| \| AP \| 43 \| \| Antetokounmpo, Thanasīs \| 198 cm \| 99 kg \| 18-07-1992 \| Grecia \| \| P \| 5 \| \| Carter, Jevon \| 185 cm \| 91 kg \| 14-09-1995 \| West Virginia \| \| AP \| 24 \| \| Connaughton, Pat \| 196 cm \| 95 kg \| 06-01-1993 \| Notre Dame \| \| P \| 3 \| \| Hill, George \| 193 cm \| 85 kg \| 04-05-1986 \| IUPUI \| \| P \| 21 \| \| Holiday, Jrue \| 191 cm \| 93 kg \| 12-06-1990 \| UCLA \| \| C \| 25 \| \| Ibaka, Serge \| 208 cm \| 107 kg \| 18-09-1989 \| Repubblica del Congo \| \| C \| 11 \| \| Lopez, Brook \| 213 cm \| 128 kg \| 01-04-1988 \| Stanford \| \| AG \| 54 \| \| Mamukelashvili, Sandro (TW) \| 206 cm \| 109 kg \| 23-05-1999 \| Seton Hall \| \| G \| 23 \| \| Matthews, Wesley \| 193 cm \| 100 kg \| 14-10-1986 \| Marquette \| \| AP \| 22 \| \| Middleton, Khris (C) \| 201 cm \| 101 kg \| 12-08-1991 \| Texas A&M \| \| AP \| 13 \| \| Nwora, Jordan \| 203 cm \| 102 kg \| 09-09-1998 \| Louisville \| \| C \| 9 \| \| Portis, Bobby \| 208 cm \| 113 kg \| 10-02-1995 \| Arkansas \| \| G \| 59 \| \| Tucker, Rayjon \| 196 cm \| 95 kg \| 24-09-1997 \| Arkansas–Little Rock \| \| P \| 6 \| \| Vildoza, Luca \| 191 cm \| 86 kg \| 11-08-1995 \| Argentina \| \| P \| 28 \| \| Wigginton, Lindell (TW) \| 185 cm \| 86 kg \| 28-03-1998 \| Iowa State \| | Allenatore - Mike Budenholzer Assistente/i - Vin Baker - Mike Dunlap - Chad Forcier - Darvin Ham - Charles Lee - Josh Oppenheimer - Patrick St. Andrews Legenda - (C) Capitano - (FA) Free agent - (S) Sospeso - (TW) Contratto Two-way - (GL) Assegnato a squadra G League affiliata - Infortunato Roster · Ultima transazione: 7 aprile 2022 |                                               |                             |         |        |              |                      |
| Pos. | Num. | Naz.                                          | Nome                        | Altezza | Peso   | Data nascita | Provenienza          |
| G | 7 | Stati Uniti (bandiera)                        | Allen, Grayson              | 193 cm  | 90 kg  | 08-10-1995   | Duke                 |
| AG | 34 | Grecia (bandiera) · Nigeria (bandiera)        | Antetokounmpo, Giannīs (C)  | 211 cm  | 110 kg | 06-12-1994   | Grecia               |
| AP | 43 | Grecia (bandiera) · Nigeria (bandiera)        | Antetokounmpo, Thanasīs     | 198 cm  | 99 kg  | 18-07-1992   | Grecia               |
| P | 5 | Stati Uniti (bandiera)                        | Carter, Jevon               | 185 cm  | 91 kg  | 14-09-1995   | West Virginia        |
| AP | 24 | Stati Uniti (bandiera)                        | Connaughton, Pat            | 196 cm  | 95 kg  | 06-01-1993   | Notre Dame           |
| P | 3 | Stati Uniti (bandiera)                        | Hill, George                | 193 cm  | 85 kg  | 04-05-1986   | IUPUI                |
| P | 21 | Stati Uniti (bandiera)                        | Holiday, Jrue               | 191 cm  | 93 kg  | 12-06-1990   | UCLA                 |
| C | 25 | Rep. del Congo (bandiera) · Spagna (bandiera) | Ibaka, Serge                | 208 cm  | 107 kg | 18-09-1989   | Repubblica del Congo |
| C | 11 | Stati Uniti (bandiera)                        | Lopez, Brook                | 213 cm  | 128 kg | 01-04-1988   | Stanford             |
| AG | 54 | Georgia (bandiera) · Stati Uniti (bandiera)   | Mamukelashvili, Sandro (TW) | 206 cm  | 109 kg | 23-05-1999   | Seton Hall           |
| G | 23 | Stati Uniti (bandiera)                        | Matthews, Wesley            | 193 cm  | 100 kg | 14-10-1986   | Marquette            |
| AP | 22 | Stati Uniti (bandiera)                        | Middleton, Khris (C)        | 201 cm  | 101 kg | 12-08-1991   | Texas A&M            |
| AP | 13 | Stati Uniti (bandiera) · Nigeria (bandiera)   | Nwora, Jordan               | 203 cm  | 102 kg | 09-09-1998   | Louisville           |
| C | 9 | Stati Uniti (bandiera)                        | Portis, Bobby               | 208 cm  | 113 kg | 10-02-1995   | Arkansas             |
| G | 59 | Stati Uniti (bandiera)                        | Tucker, Rayjon              | 196 cm  | 95 kg  | 24-09-1997   | Arkansas–Little Rock |
| P | 6 | Argentina (bandiera) · Italia (bandiera)      | Vildoza, Luca               | 191 cm  | 86 kg  | 11-08-1995   | Argentina            |
| P | 28 | Canada (bandiera)                             | Wigginton, Lindell (TW)     | 185 cm  | 86 kg  | 28-03-1998   | Iowa State           |

## Uniformi
Il fornitore ufficiale del materiale tecnico per la stagione 2021-2022 è Nike.
- Casa

| Association |

- Trasferta

| Icon |

- Alternativa

| Statement |

## Classifiche

### Central Division
| Central Division         | V  | S  | V%   | PR   | Casa  | Trasf | Div  | PG |
| ------------------------ | -- | -- | ---- | ---- | ----- | ----- | ---- | -- |
| y – Milwaukee Bucks      | 51 | 31 | .622 | 2,0  | 27–14 | 24–17 | 12–4 | 82 |
| x – Chicago Bulls        | 46 | 36 | .561 | 7,0  | 27–14 | 19–22 | 10–6 | 82 |
| pi – Cleveland Cavaliers | 44 | 38 | .537 | 9,0  | 25–16 | 19–22 | 10–6 | 82 |
| Indiana Pacers           | 25 | 57 | .305 | 28,0 | 16–25 | 9–32  | 2–14 | 82 |
| Detroit Pistons          | 23 | 59 | .280 | 30,0 | 13–28 | 10–31 | 6–10 | 82 |

### Eastern Conference
| Eastern Conference | Eastern Conference       | Eastern Conference | Eastern Conference | Eastern Conference | Eastern Conference | Eastern Conference |
| #                  | Squadra                  | V                  | S                  | V%                 | PR                 | PG                 |
| ------------------ | ------------------------ | ------------------ | ------------------ | ------------------ | ------------------ | ------------------ |
| 1                  | c – Miami Heat *         | 53                 | 29                 | .646               | –                  | 82                 |
| 2                  | y – Boston Celtics *     | 51                 | 31                 | .622               | 2,0                | 82                 |
| 3                  | y – Milwaukee Bucks *    | 51                 | 31                 | .622               | 2,0                | 82                 |
| 4                  | x – Philadelphia 76ers   | 51                 | 31                 | .622               | 2,0                | 82                 |
| 5                  | x – Toronto Raptors      | 48                 | 34                 | .585               | 5,0                | 82                 |
| 6                  | x – Chicago Bulls        | 46                 | 36                 | .561               | 7,0                | 82                 |
|                    |                          |                    |                    |                    |                    |                    |
| 7                  | x – Brooklyn Nets        | 44                 | 38                 | .537               | 9,0                | 82                 |
| 8                  | pi – Cleveland Cavaliers | 44                 | 38                 | .537               | 9,0                | 82                 |
| 9                  | x – Atlanta Hawks        | 43                 | 39                 | .524               | 10,0               | 82                 |
| 10                 | pi – Charlotte Hornets   | 43                 | 39                 | .524               | 10,0               | 82                 |
|                    |                          |                    |                    |                    |                    |                    |
| 11                 | N.Y. Knicks              | 37                 | 45                 | .451               | 16,0               | 82                 |
| 12                 | Wash. Wizards            | 35                 | 47                 | .427               | 18,0               | 82                 |
| 13                 | Indiana Pacers           | 25                 | 57                 | .305               | 28,0               | 82                 |
| 14                 | Detroit Pistons          | 23                 | 59                 | .280               | 30,0               | 82                 |
| 15                 | Orlando Magic            | 22                 | 60                 | .268               | 31,0               | 82                 |

Note:
- z – Fattore campo per gli interi playoff
- c – Fattore campo per le finali di Conference
- y – Campione della division
- x – Qualificata ai playoff
- p – Qualificata ai play-in
- e – Eliminata dai playoff
- * – Leader della division

## Risultati

### Preseason
|  | Denota le partite vinte |
|  | Denota le partite perse |

### Regular season
|  | Denota le partite vinte |
|  | Denota le partite perse |

### Play-off
|  | Denota le partite vinte |
|  | Denota le partite perse |

## Mercato

### Scambi
| 30.7.2021 | Milwaukee Bucks Diritti draft a Sandro Mamukelashvili (#54) Diritti draft a Georgios Kalaitzakis (#56) Scelta 2º giro Draft 2024 Scelta 2º giro Draft 2026 | Indiana Pacers Diritti draft a Isaiah Todd (#31)                                  |
| 7.8.2021  | Milwaukee Bucks Grayson Allen | Memphis Grizzlies Sam Merrill Scelta 2º giro Draft 2024 Scelta 2º giro Draft 2026 |

### Free Agency

#### Rinnovi
| Data      | Giocatore              | Ref.  |
| --------- | ---------------------- | ----- |
| 6.8.2021  | Bobby Portis           | [ 7 ] |
| 14.8.2021 | Thanasīs Antetokounmpo | [ 8 ] |

#### Aggiunte
| Data      | Giocatore       | Provenienza         | Ref.   |
| --------- | --------------- | ------------------- | ------ |
| 6.8.2021  | George Hill     | Philadelphia 76ers  | [ 9 ]  |
| 6.8.2021  | Rodney Hood     | Toronto Raptors     | [ 9 ]  |
| 6.8.2021  | Semi Ojeleye    | Boston Celtics      | [ 9 ]  |
| 15.9.2021 | Justin Robinson | Oklahoma Thunder    | [ 10 ] |
| 27.9.2021 | Javin DeLaurier | Niagara River Lions | [ 11 ] |
| 27.9.2021 | Tremont Waters  | Boston Celtics      | [ 11 ] |
| 29.9.2021 | Elijah Bryant   | Milwaukee Bucks     | [ 12 ] |
| 29.9.2021 | Johnny O'Bryant | Türk Telekom        | [ 12 ] |

#### Cessioni
| Data       | Giocatore      | Nuova squadra(e)  | Ref.   |
| ---------- | -------------- | ----------------- | ------ |
| 6.8.2021   | Jeff Teague    | —                 | [ 13 ] |
| 6.8.2021   | Axel Toupane   | —                 | [ 14 ] |
| 7.8.2021   | P. J. Tucker   | Miami Heat        | [ 15 ] |
| 25.8.2021  | Bryn Forbes    | San Antonio Spurs | [ 16 ] |
| 26.9.2021  | Mamadi Diakite | Oklahoma Thunder  | [ 17 ] |
| 26.9.2021  | Elijah Bryant  | Milwaukee Bucks   | [ 18 ] |
| 16.10.2021 | Justin Jackson | Dallas Mavericks  | [ 19 ] |